# Annika Wedderkopp
Annika Wedderkopp (født 14. december 2004) er en dansk skuespiller og sanger, som optræder under kunsternavnet Annika.

## Karriere
Annika Wedderkopp spillede som syvårig i 2012 med i filmen Jagten sammen med bl.a. Mads Mikkelsen.
Annika Wedderkopp og Maja Marie Løve Nielsen deltog i MGP 2017 med sangen "Ikke mere".
Hun fik første gang opmærksomhed i musikbranchen i 2023, hvor hun delte videoer af sine egne sange og covers på TikTok. Hendes musik, der kendetegnes ved personlige og sårbare tekster, førte til interesse fra pladeselskaber, hvilket resulterede i en pladekontrakt, mens hun stadig gik i gymnasiet.
I marts 2024 udgav hun sin debutsingle, "Knuser hjerter", der hurtigt blev populær på streamingtjenester i Danmark. Hun fulgte op med debut-EP’en Nye tider i maj samme år og singlen "Så længe jeg er sexy". Efter gymnasiet fokuserede hun nu fuldt ud på sin musikalske karriere og hun optrådte blandt andet på danske festivaler, herunder som Smukfest i 2024.
Annika Wedderkopp vandt prisen 'P3 Talentet' til P3 Guld 2024.
Den 24. januar 2025 udgav hun singlen "Blodigt", sammen med den danske producer Anton Westerlin. Den fik 4 ud af 6 stjerner af Soundvenue, der blandt andet beskrev den som "En flirtende, let soulet house-skæring". Sangen blev første gang spillet på Søpavillonen i København, da Annika sang "Blodigt" live under Westerlins DJ-set.
Ved GAFFA-prisen 2025 var hun nomineret til Årets nye danske navn og Årets danske pop-udgivelse for Nye Tider.
Annika Wedderkopp udgav den 8. maj 2025 sit debutalbum "AW", der repræsenterer hendes initialer. Albummet fik 4 ud af 6 stjerner af Soundvenue. I følge Univeral Music, Annikas pladeselskab, blev albummet streamet 1,3 millioner gange på udgivelsesdagen, og i følge Spotify Danmark er dét det mest streamede album af en dansk kvindelig artist i Danmark på en dag.

## Diskografi

### Album
| Titel | Albumdetaljer                                             | Højeste placering | Certificering |
| ----- | --------------------------------------------------------- | ----------------- | ------------- |
| Titel | Albumdetaljer                                             | Danmark           | Certificering |
| AW    | - Udgivet: 8. maj 2025 - Selskab: Universal Music Denmark | 1                 | 2xPlatin      |

### EP'er
| Titel     | Albumdetaljer                                             | Højeste placering | Certificering |
| --------- | --------------------------------------------------------- | ----------------- | ------------- |
| Titel     | Albumdetaljer                                             | Danmark           | Certificering |
| Nye Tider | - Udgivet: 10. maj 2024 - Selskab: Island Records Denmark | 9                 | Platin        |

### Singler
| Titel                                                              | Singledetaljer                                                 | Højeste placering | Certificering | Album           |
| ------------------------------------------------------------------ | -------------------------------------------------------------- | ----------------- | ------------- | --------------- |
| Titel                                                              | Singledetaljer                                                 | Danmark           | Certificering | Album           |
| "Knuser Hjerter"                                                   | - Udgivet: 8. marts 2024 - Selskab: Island Records Denmark     | 5                 | 2xPlatin      | Nye Tider       |
| "Nye Tider"                                                        | - Udgivet: 6. maj 2024 - Selskab: Island Records Denmark       | 37                | Guld          | Nye Tider       |
| "Så længe jeg er sexy."                                            | - Udgivet: 2. august 2024 - Selskab: Island Records Denmark    | 3                 | Platin        | Intet           |
| "SAMMEN" (Marstein (no) & Annika)                                  | - Udgivet: 24. oktober 2024 - Selskab: Def Jam Records Norway  | 1                 | Platin        | Frihet i Lenker |
| "Luk Mig Ind"                                                      | - Udgivet: 29. november 2024 - Selskab: Island Records Denmark | 3                 | Platin        | Intet           |
| "Blodigt" (Anton Westerlin feat. Annika)                           | - Udgivet: 24. januar 2025 - Selskab: Universal Music Denmark  | 1                 | Platin        | Godaften        |
| "Stolt" (Annika feat. Lamin)                                       | - Udgivet: 8. maj 2025 - Selskab: Island Records Denmark       | 1                 | Platin        | AW              |
| "Hørt Det Før" (Anton Westerlin feat. Pil, Annika, Mille & Medina) | - Udgivet: 23. maj 2025 - Selskab: Universal Music Denmark     | 3                 | Ingen         | Godaften        |